# Original flava
ORIGINAL FLAVA（オリジナル・フラバ）は、日本の女性歌手ソロユニット。活動休止中。

## 概要
2000年結成。2005年デビュー。
デビュー前は5人のバンド形態であったが、現在はVocalのKutsu-Ringのソロユニット。
バンド名は、Kutsu-Ringがもっとも影響を受けたthe brand new heaviesのアルバムタイトルから命名した。
ポップス、ジャズ、クラブジャズ、ハウス、AORなどの洋楽を中心とした幅広いルーツを持つ。
現在作詞・作曲はKutsu-ringが行い、アレンジ、プロデュース等は作品によって変わる事が多い。
ソロ名義での活動も行っており、他のアーティスト作品へのVocal,Chorus参加、CM歌唱、楽曲提供、などで活動中。

## メンバー
Kutsu-Ring
- ボーカル、ピアノ、コーラス。
- 現在はほぼ全ての楽曲の作詞作曲を担当する。

### デビューしてからの脱退メンバー
佐田 慎介（さだ しんすけ、1976年9月8日）
- Guitar、作曲、編曲、プロデュース
- 1997年に米国ボストンのバークレー音楽院に留学。 Abigail Aronson(g)、Jim Kelly(g)、Bret Willmott(g)、Tomo Fujita(g)、など濃い翁達に師事し、多大なる影響を受ける。 在学中より数々のセッション、ギグ、レコーディングに奔走する。 2001年4月に卒業。 帰国後札幌を中心に活動する傍ら 札幌サウンドアート専門学校にて ギターコース、アンサンブルコース、音楽理論コースの講師をつとめる。 2005年の7月より東京に拠点を移す。
- 同年10月に、 Vocal,GuitarからなるAcid Jazzユニット Original Flava（オリジナル フラヴァ）として Wess Records よりメジャーデビュー。 アルバムプロデュースも手がける。
- 現在、三浦涼介ツアーメンバー、「INSPIRE OMEGATRIBE」（旧名 オメガトライブ）、ジャズフュージョンバンド「SHIFT」のギタリストとして活躍中。

松原　仁（まつばら　ひとし、1974年8月22日）
- Bass、作曲、編曲

## 来歴
- 2000年

北海道札幌市でoriginal flava結成。
- 2001年

佐田慎介が米国ボストンから帰国。札幌で数々のセッションやレコーディングに参加。
- 2002年

当時のメンバーの紹介で佐田慎介がサポートギタリストとして参加。
Kutsu-ringと佐田での楽曲制作、佐田がサウンドプロデュースを手がけるようになる。
佐田が正式メンバーとなりユニットとして活動する事となった。
- 2005年

活動拠点を関東に移す。ミニアルバム『ベクトル』リリース。
- 2006年

フルアルバム『peoproots』リリース。
- 2008年

佐田慎介が脱退。
- 2009年

オムニバスアルバム『Such A Beautiful Girl Like You』参加
- 2010年

Kutsu-ringがオムニバスアルバム『北の国レゲエ』参加
- 2011年

松原仁が脱退。

## ディスコグラフィー

### オリジナルアルバム
- 『ベクトル』 （2005年）
- 『peoproots』 （2006年）

### オムニバス
- 『Such A Beatifle Girl Like You』 （2009年）　「幸せの場所」収録
- 『北の国レゲエ』 （2010年）　「ZOO」収録